# Opłakiwanie Chrystusa (obraz Geertgena tot Sint Jansa)
Opłakiwanie Chrystusa – obraz olejny niderlandzkiego malarza renesansowego Geertgena tot Sint Jansa, znajdujący się w zbiorach Muzeum Historii Sztuki w Wiedniu (nr inv. 991).
Obraz stanowił wewnętrzną część prawego skrzydła dawnego ołtarza w kościele pw. św. Jana w Haarlemie w Holandii.

## Tematyka
Temat opłakiwania zmarłego Chrystusa został zaczerpnięty z Nowego Testamentu. Pogrzeb Jezusa opisują wszystkie cztery ewangelie kanoniczne. Zgodnie z opisem biblijnym i przyjętymi kanonami artysta przedstawił: Matkę Bożą, Jana Apostoła, Marię Magdalenę, Marię Kleofasową, Salome, Józefa z Arymatei oraz Nikodema. Ciało Pańskie spoczywa na białym całunie. Trzy niewiasty klęczą u wezgłowia, czwarta stoi po stronie stóp. Gwoździe i korona cierniowa leżą na ziemi obok prawej ręki umęczonego. Jan, zgodnie z chrześcijańskimi kanonami ikonograficznymi nie posiadający zarostu, okryty jest czerwonym płaszczem. Na prawo od niego artysta umieścił postacie Józefa i Nikodema. Na drugim planie stoi mężczyzna z przewieszonym białym suknem. Za jego plecami artysta namalował skałę z wejściem do grobowca, który, zgodnie z ewangeliami, znajdował się w pobliżu Golgoty. W lewym górnym rogu przedstawione zostało Wzgórze Kalwaryjskie. Jeden z łotrów wisi jeszcze na krzyżu, ciało drugiego zostało już zdjęte i żołdacy wrzucają je do dołu. W prawym górnym rogu Sint Jans przedstawił piękny zielony las lub ogród. W tekście ewangelicznym zostaje zasugerowane, iż w pobliżu Kalwarii i miejsca pochówku Chrystusa rzeczywiście znajdował się ogród. Maria Magdalena w dniu zmartwychwstania wzięła Chrystusa za ogrodnika.

## Proweniencja
Ołtarz został zniszczony w 1573 roku podczas oblężenia Haarlemu przez wojska hiszpańskie. Ocalałe skrzydło trafiło do Utrechtu; do 1625 roku znajdowało się w posiadaniu joannitów w Haarlemie. Przez kolejne trzy lata było własnością samego miasta. W 1636 roku obraz został podarowany królowi Anglii i Szkocji Karolowi I. W latach 1638–1649 znajdował się w kolekcji Hamiltona, a następnie w kolekcji Leopolda Wilhelma.